# Emospermia
L' emospermia è la presenza di sangue nello sperma.

## Eziologia
- Le cause patologiche sono da assimilare a infezioni che coinvolgono in qualche modo le vescichette seminali o alla congestione vascolare.
- Le cause idiopatiche sono legate alla funzione sessuale, sia all'astinenza che a rapporti eccessivi.

## Trattamento
Il trattamento prevede nelle forme da infezione prostatica o delle vie seminali terapia antinfiammatoria e cortisonica. Quando il problema è legato purtroppo a patologia neoplastica prostatica la terapia sarà mirata alla soluzione della patologia